# Imtiaz Ali
Imtiaz Ali (ur. 16 czerwca 1971 w Jamshedpur) – indyjski pisarz, aktor, reżyser i scenarzysta.

## Życiorys
Imtiaz Ali urodził się w muzułmańskiej rodzinie. Uczęszczał do szkoły podstawowej St. Michael's High School. Później rozpoczął studia na Uniwersytecie w Delhi, a także brał udział w przedstawieniach teatralnych. Uzyskał dyplom w Institute of Communication z kursu Xaviera. Sławę przyniósł mu film Jab We Met. 

## Filmografia
scenarzysta
- 2005: Socha Na Tha
- 2006: Powoli, powoli
- 2007: Kiedy ją spotkałem
- 2009: Love Aaj Kal
- 2011: Rockstar
- 2012: Cocktail
- 2014: Highway
- 2015: Tamasha

aktor
- 2004: Black Friday jako Yakub Memon

reżyser
- 2005: Socha Na Tha
- 2007: Kiedy ją spotkałem
- 2009: Love Aaj Kal
- 2011: Rockstar
- 2014: Highway
- 2015: Tamasha[2][3]

## Nagrody i nominacje
W 2008 roku uhonorowany nagrodą Filmfare za film Kiedy ją spotkałem i otrzymał czterokrotnie nominację do tej nagrody. Nominowany również czterokrotnie do nagrody IIFA.